# The Great Man
The Great Man es una película dramática de cine negro estadounidense de 1956 dirigida y protagonizada por José Ferrer. El guion fue escrito por Ferrer y Al Morgan, la novela homónima de Morgan es el material fuente. Se basó libremente en la controvertida carrera de Arthur Godfrey, un querido presentador de radio y televisión cuya imagen se había visto empañada por una serie de despidos del elenco y las polémicas batallas de Godfrey con la prensa.
La película forma parte de la lista de las 1000 mejores películas de todos los tiempos de The New York Times.

## Argumento
Joe Harris es un reportero de noticias de radio local popular y establecido que cubre el entretenimiento de Broadway con una actitud de sabiondo. Herb Fuller es la estrella indiscutible de la cadena. Cuando Fuller muere en un accidente automovilístico, Philip Carleton, presidente de Amalgamated Broadcasting Network, asigna a Harris la tarea de preparar un espectáculo conmemorativo, que incluye una elaborada visualización pública del ataúd de Fuller y un espectáculo conmemorativo especial con entrevistas con el elenco de radio de Fuller, la «Fuller Family» (basado en el elenco de «Little Godfreys» de Arthur Godfrey), y otros que lo conocieron. Carleton le da a entender a Harris de que existe la posibilidad de que Harris se convierta en el reemplazo de Fuller si tiene éxito.
Con la ayuda del encargado de relaciones públicas de la cadena, Nick Cellentano, Harris queda intrigado por comentarios extraños durante la transmisión pública, incluidos algunos de varias personas que asisten estrictamente por aburrimiento y son indiferentes a Fuller.
Harris conoce a Sid Moore, el productor de toda la vida de Fuller, quien le ofrece su ayuda mientras se da cuenta de que Harris está en camino de convertirse en el sucesor de Fuller. Con la ayuda de su secretaria Ginny, Harris descubre que Fuller era un alcohólico y un ególatra mujeriego y poco ético que a pesar de ello se convirtió en una estrella. Lo visita Paul Beaseley, propietario de una pequeña estación de radio cristiana en Nueva Inglaterra, quien primero contrató a Fuller, impresionado por su poesía inspiradora, y lo trató como a un hijo, solo para descubrir el lado oscuro de Fuller.
Las investigaciones de Harris revelan la relación de Fuller con Carol Larson, la cantante de su programa (y también alcohólica), y conflictos de intereses relacionados con su relación con varios editores de canciones cuyas canciones se interpretaron en el programa de Fuller. El director de orquesta de Fuller, Eddie Brand (interpretado por el director de orquesta de la vida real, Russ Morgan), con la esperanza de permanecer en lo que sospecha que se convertirá en el programa de Harris, graba diligentemente un fragmento de sonido artificialmente sincero sobre Fuller.
Moore firma un contrato con Harris y luego revela más de las aventuras de Fuller. Carleton advierte en privado a Harris sobre la naturaleza engañosa de Moore, diciéndole al periodista que la cadena afectará negativamente sus posibilidades de convertirse en el sucesor de Fuller, por lo que Moore acepta liberarlo del contrato, y agrega que si Harris no puede conseguir una liberación, la cadena recurrirá a otra parte. Al reunir toda la investigación en un guion, Harris tiene que elegir entre elogiar al querido, divertido y afectuoso Fuller que el público vio o desenmascarar lo falso que se esconde detrás de la imagen.
Harris toma una decisión cuando comienza la transmisión y tira el guion que había preparado para decir la verdad sobre Herb Fuller. Mientras Carleton y Moore escuchan, Moore se da cuenta de lo que Harris está a punto de hacer. Rompe el contrato de Harris y exige que Carleton detenga la transmisión. Al ver que Moore ha hecho precisamente lo que esperaba, Carleton se niega a detener la transmisión y explica que puede promocionar a Harris como un hombre de principios y honestidad ante el público con la misma facilidad con la que su cadena comercializó la imagen falsa de Fuller.

## Reparto
- José Ferrer como Joe Harris.
- Dean Jagger como Philip Carleton.
- Keenan Wynn como Sid Moore.
- Jim Backus como Nick Cellantano.
- Julie Londres como Carol Larson.
- Ed Wynn como Paul Beaseley.
- Russ Morgan como Eddie Brand.
- Joanne Gilbert como Ginny, la secretaria de Harris.
- Barrie Chase como Secretaria sexy (sin acreditar).
- Edward Platt como Dr. O'Connor (como Edward C. Platt).
- Robert Foulk como Mike Jack, un ingeniero de radio.
- Lyle Talbot como Harry Connors.
- Vinton Hayworth como Charley Carruthers.
- Henny Backus como la Sra. Rieber.
- Janie Alexander como Mary Browne.
- Vikki Dougan como Marica, nueva recepcionista.
- Robert Schwartz como cartero.
- Dorothy Abbott como azafata de American Airlines (sin acreditar).
- Adrienne Marden como Voz de la Sra. Fuller (sin acreditar).